# 长穗大理柳
长穗大理柳（学名：Salix daliensis f. longispica）为杨柳科柳属大理柳下的一个变型。

## 扩展阅读
- 維基物種上的相關：长穗大理柳